# Artilleriekommando 1

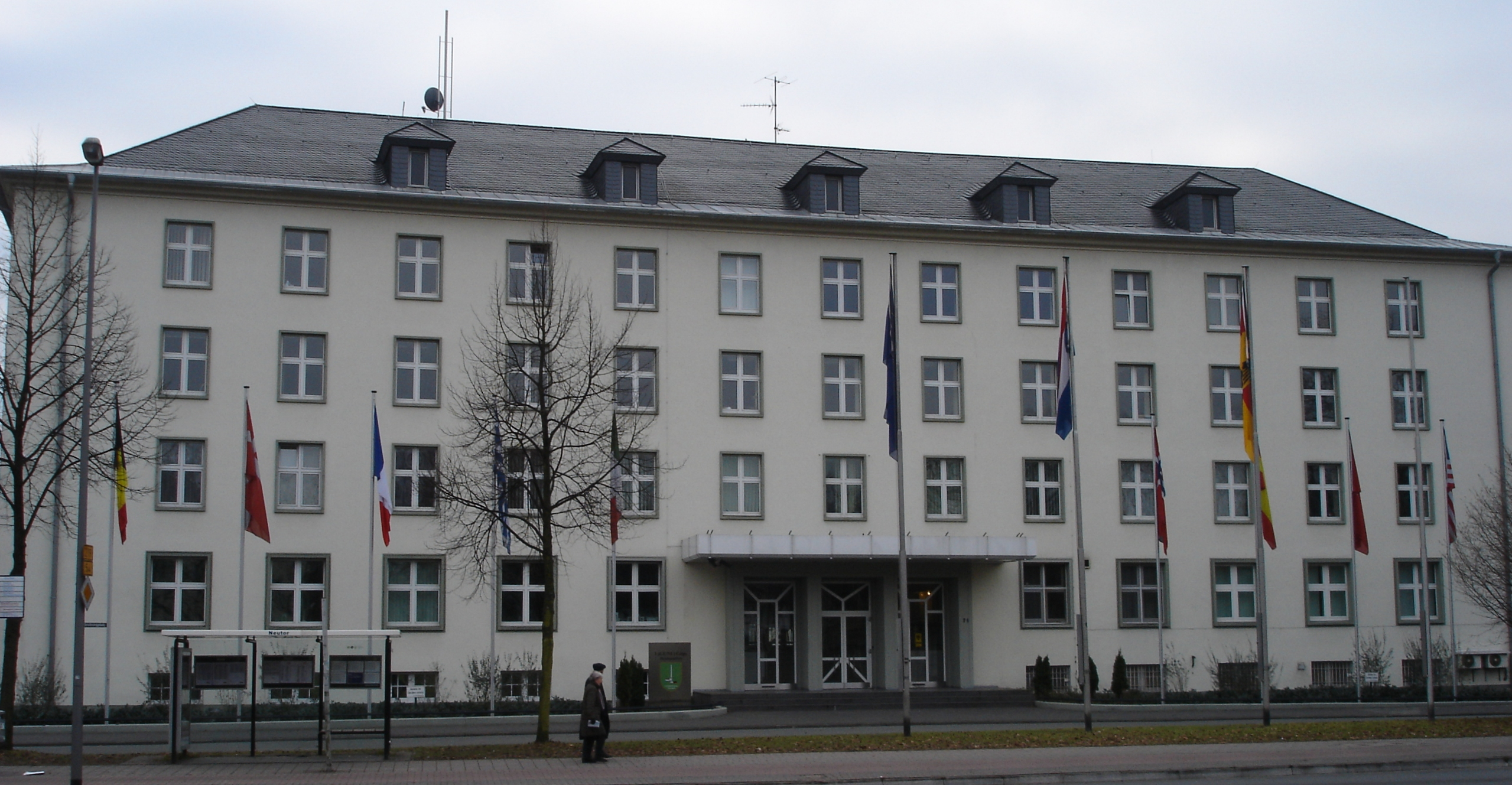
Sitz des Artilleriekommandeurs war das Stabsgebäude des I. Korps am Hindenburgplatz (heute Schlossplatz) in Münster.

Das Artilleriekommando 1 (ArtKdo 1) war eines der Artilleriekommandos des Heeres der Bundeswehr. Das Artilleriekommando war Teil der Korpstruppen des I. Korps und in Münster stationiert.

## Aufträge
Das Artilleriekommando bündelte auf Ebene des Korps die weitreichendsten Artilleriesysteme der Artillerietruppe. Lageabhängig verstärkte die Korpsartillerie die Feuerkraft der Divisionsartillerie. In der Endphase des Kalten Krieges war die Raketenartillerie des Artilleriekommandos im Rahmen der nuklearen Teilhabe befähigt mit ihren Lance-Systemen taktische Kernwaffen einzusetzen. Um das eigene Feuer weitreichend zu planen, verfügte der Artilleriekommandeur im Dienstgrad Brigadegeneral oder Oberst zuletzt neben Truppenteilen der Topographietruppe auch über Drohnen, deren Aufklärungsergebnisse auch dem Kommandierenden General des Korps und den Kommandeuren der unterstellten Divisionen zur Verfügung gestellt werden konnten. Insgesamt entsprach die Größe des Artilleriekommandos in etwa einer der Brigaden des Feldheeres.

## Gliederung
Um 1989 gliederte sich das Artilleriekommando grob in:
- Stab/Stabsbatterie Artilleriekommando 1, Münster
  -  Drohnenbatterie 100, Coesfeld
  -  Raketenartilleriebataillon 150, Wesel
  -  Nachschubbataillon Sonderwaffen 120, Werlte
  -  Sicherungsbataillon 100 (GerEinh), Ahaus

## Geschichte
Das Artilleriekommando wurde 1972 zur Einnahme der Heeresstruktur III aufgestellt. Zur Aufstellung wurde der Stab des Korpsartilleriekommandeurs 1 herangezogen, der bereits seit 1959 dem Kommandierenden General zur Seite stand. Diese Dienststellung ging wiederum aus dem Korpsartilleriekommandeur 401 hervor, der im Juni 1957 im niedersächsischen Munster ausgeplant wurde und noch im selben Jahr nach Münster verlegte.
1978 erfolgte die Umrüstung von Sergeant auf Lance.
Nach Ende des Kalten Krieges erklärte die nukleare Planungsgruppe der NATO 1991 den Verzicht auf nukleare Artilleriesysteme in Deutschland. Die amerikanische Sondermunition wurde weitestgehend aus Deutschland abgezogen. Das Artilleriekommando wurde daher 1994 etwa zeitgleich mit der Umgliederung des I. Korps zum 1. Deutsch-Niederländischen Korps außer Dienst gestellt.

## Verbandsabzeichen

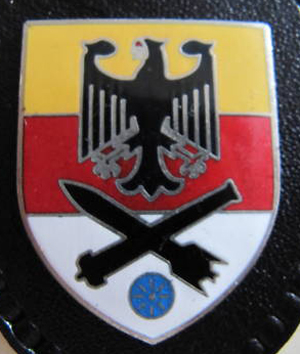
Internes Verbandsabzeichen des Stabes/Stabsbatterie

Das Artilleriekommando führte aufgrund seiner Ausplanung als Teil der unselbständigen Korpstruppen kein eigenes Verbandsabzeichen. Die Soldaten trugen daher das Verbandsabzeichen des übergeordneten Korps.
Als „Abzeichen“ wurde daher unpräzise manchmal das interne Verbandsabzeichen des Stabes und der Stabsbatterie „pars pro toto“ für das gesamte Artilleriekommando genutzt. Es zeigte im Wesentlichen als Hinweis auf den Stationierungsraum auf dem Schild des Münsteraner Wappens den Bundesadler und ähnlich wie im Barettabzeichen der Artillerietruppe eine Rakete und ein Kanonenrohr.

## Kommandeure

### Korpsartilleriekommandeur 401 (1957–1959)
- Oberst Fritz Albrecht: von 1957 bis 1959

### Korpsartilleriekommandeur 1 (1959–1972)
- Oberst Horst Kraehe: von 1959 bis 1962
- Oberst Crüger: von 1962 bis 1964
- Oberst/Brigadegeneral Ulrich Boës: von 1964 bis 1967
- Brigadegeneral Ernst-August von Wangenheim: von 1967 bis 1969
- Brigadegeneral Fritz Vogelsang: von 1969 bis 1972

### Artilleriekommandeur 1 (1972–1994)
- Brigadegeneral Heinz Adler: von 1972 bis 1977
- Brigadegeneral Jobst von Capelle: von 1977 bis 1981
- Brigadegeneral Fritz-Joachim Kunze: von 1981 bis 1984
- Brigadegeneral Eckhard Klewin: von 1984 bis 1986
- Brigadegeneral Klaus Stechmann: von 1986 bis 1992
- Oberst May: 1992/93
- Oberstleutnant Scholl: 1993/94 mit der Führung beauftragt